# المنصورة (الأحساء)
المنصورة؛ هي قرية سعودية تقع في محافظة الأحساء فيما يسمى بالقرى والمدن الشرقية وتعد من المدن الحديثة على الطراز الجديد للمدن موقعها الجغرافي يعطيها أهمية لقربها من مدينة الهفوف وتقع بالقرب من الشهارين والدالوة.
توجد بها جمعية خيريه ولجنة التنمية ونادي رياضي ولجان أهلية لخدمة المجتمع.